# ある篝火について
『ある篝火について』（あるかがりびについて）は、2013年3月27日に発売されたPragueの3枚目のアルバム。

## 解説
前作『明け方のメタファー』から1年5か月ぶりとなるアルバム。
全ての曲は2013年1月31日に開催された「プラハの春」での一発録りのライブ録音であるため、一部の曲にはその日の観客の拍手などが入っている。なお同ライブでは「Distort」「サーカスライフ」「バランスドール」も演奏されたが、本作には未収録となっている。
「インスタントスカイ」と「作戦C」にはゲストでHemenwayのCharmがギターで参加している。
本作発売後の4月12日と13日に本作のレコ発ライブが、初日である12日は「対バン編」としてTHE NAMPA BOYS、The cold tommyの2組と共演し、13日は「ワンマン編」として開催された。
なお、本作が活動休止前最後のアルバムとなった。

## 収録曲
- 全作詞：鈴木雄太 作曲：Prague

1. 脱走のシーズン
5thシングルで、映画『ぼくが処刑される未来』主題歌
2. 愛唱歌
3. おもちゃ体操
4. Scrap and Hope
5. 生意気なフェレット
6. トランスブック
実際のライブでは11曲目に演奏された[1]。
7. インスタントスカイ
実際のライブでは6曲目に演奏された[1]。
8. 作戦C
実際のライブでは7曲目に演奏された[1]。
9. FunPark
実際のライブでは8曲目に演奏された[1]。
10. 踊れマトリョーシカ
実際のライブでは9曲目に演奏された[1]。
11. 魂のシルエット
5thシングル「脱走のシーズン」のカップリング曲。実際のライブでは10曲目に演奏された。
12. オカルト
『プラハの春』のアンコールで演奏された楽曲。この曲は鈴木が歌詞を飛ばしてしまったため、2回演奏された[1]。
13. オイルランプ
実際のライブでは本編ラストナンバーだった。